# Harry Atkinson
Harry Atkinson (né le 1er novembre 1831 à Broxton en Angleterre et mort le 28 juin 1892 à Wellington en Nouvelle-Zélande) est un homme d'État britannique, dixième Premier ministre de Nouvelle-Zélande à quatre reprises entre le 1er septembre 1876 et le 24 janvier 1891.

## Jeunesse
Atkinson, né en 1831 dans le village anglais de Broxton, reçoit son éducation en Angleterre, mais choisit à l'âge de 22 ans de suivre son frère aîné William en Nouvelle-Zélande . Il est accompagné de son frère Arthur et de membres de la famille Richmond. À leur arrivée en Nouvelle-Zélande, Harry et Arthur achètent des terres agricoles à Taranaki, tout comme les Richmond. James et William Richmond sont également entrés plus tard en politique. La correspondance d'Atkinson montre qu'il était très satisfait de sa décision de déménager en Nouvelle-Zélande, qu'il y voyait une occasion de prospérer. Il nomma sa petite ferme Hurworth d'après un village d'Angleterre où il avait vécu enfant, bien que sa famille ne s'installa nulle part, son père travaillant comme bâtisseur et architecte itinérant.

## Politique provinciale
Atkinson s'est d'abord impliqué en politique, en tant que membre du conseil provincial de Taranaki. Il a représenté l'électorat de Grey and Bell de 1857 à 1865, puis de 1873 à 1874. Atkinson a été membre du Conseil exécutif de 1868 et de 1874 (mai à octobre). Il a été surintendant adjoint en 1861-1862 auprès de Charles Brown, et de nouveau en 1863.
Il s'intéressait particulièrement à la politique concernant les terres appartenant aux Maoris, qu'il souhaitait voir prendre en charge par les colons britanniques. Selon lui, le maintien de la propriété des Maoris empêchait le développement économique de la colonie. Atkinson et les Richmond considéraient les Maoris comme des "sauvages", et croyaient en la guerre comme une option raisonnable pour assurer la coopération des Maoris avec l'acquisition de terres britanniques.
Lorsque des combats éclatèrent à Taranaki entre Maoris et les colons en 1860, Atkinson contribua à organiser un certain nombre d'unités volontaires pour combattre les Maoris. Il a lui-même combattu dans plusieurs batailles. L'importance de la contribution d'Atkinson fait l'objet d'un débat, mais ses efforts lui ont valu le respect de politiciens partageant les mêmes points de vue.

### Référence
- Guy Scholefield, New Zealand Parliamentary Record, 1840–1949, Wellington, Govt. Printer, 1950 (1re éd. First ed. published 1913)

1. ↑  Reeves 1901.
2. 1 2  Scholefield 1950, p. 231.
3. ↑  Scholefield 1950, p. 230.